# Народний поет Білорусі

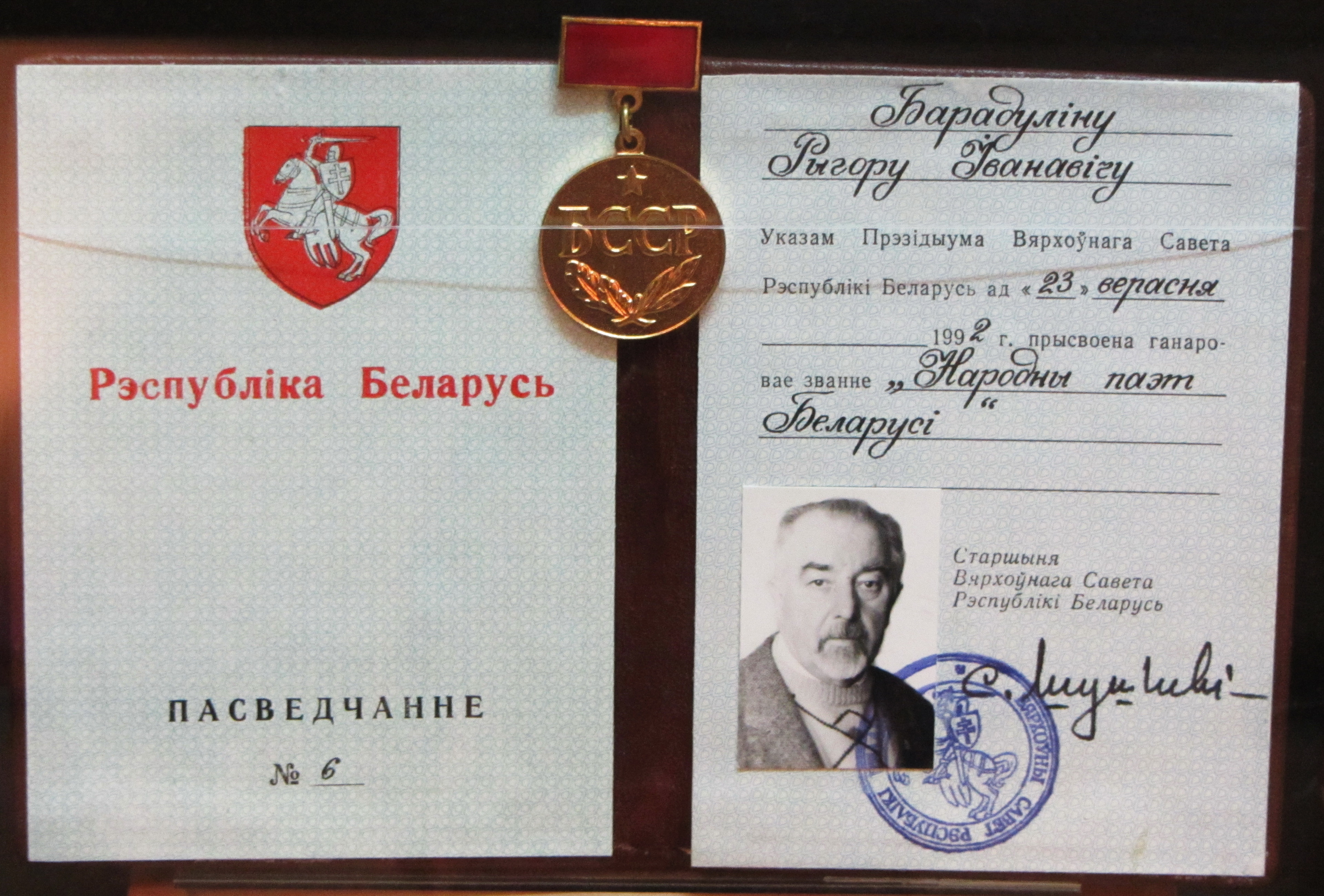
Свідоцтво Бородуліна про звання Народного поета Білорусі

Народний поет Білорусі — почесне звання, яке надається поетам, що створили видатні твори художньої літератури і мають великі досягнення в розвитку білоруської літератури. Уведене згідно з наказом Президії Верховної Ради БРСР від 27 березня 1956 року, від 1994 року присвоюється Президентом Республіки Білорусь.
Званням Народного поета Білорусі наділені Янка Купала і Якуб Колас згідно з постановою РНК БРСР.

## Список народних поетів Білорусі
1. Янка Купала (1925)
2. Якуб Колас (1926)
3. Пятрусь Бровка (1962)
4. Аркадій Кулєшов (1968)
5. Максим Танк (1968)
6. Пимен Панченко (1973)
7. Ніл Гілевич (1991)
8. Ригор Бородулін (1992)